# Cryptonatica
Genre
Synonymes
- Boreonatica Golikov & Kussakin, 1974
- sous-genre Natica (Cryptonatica) Dall, 1892
- Sulconatica Golikov & Kussakin, 1974[1]

Cryptonatica est un genre de mollusques gastéropodes de la famille des Naticidae. L'espèce-type est Cryptonatica affinis.

## Liste d'espèces
Selon World Register of Marine Species (28 octobre 2017) :
- Cryptonatica adamsiana (Dunker, 1860)
- Cryptonatica affinis (Gmelin, 1791)
- Cryptonatica aleutica (Dall, 1919)
- Cryptonatica andoi (Nomura, 1935)
- Cryptonatica bathybii (Friele, 1879)
- Cryptonatica figurata (G. B. Sowerby III, 1914)
- Cryptonatica hirasei (Pilsbry, 1905)
- Cryptonatica huanghaiensis S.-P. Zhang, 2008
- Cryptonatica janthostoma (Deshayes, 1839)
- Cryptonatica operculata (Jeffreys, 1885)
- Cryptonatica purpurfunda S. P. Zhang & P. Wei, 2010
- Cryptonatica ranzii (Kuroda, 1961)
- Cryptonatica russa (Gould, 1859)
- Cryptonatica sphaera S. P. Zhang & P. Wei, 2010
- Cryptonatica striatica S. P. Zhang & P. Wei, 2010
- Cryptonatica wakkanaiensis Habe & Ito, 1976
- Cryptonatica zenryumaruae Habe & Ito, 1976